# Geo Milew

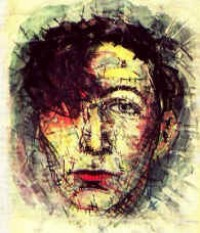
Geo Milew – autoportret, 1918 r.

Geo Milew, właśc. Georgi Milew Kasabow (bułg. Гео Милев; ur. 15 stycznia 1895 w Radnewie, zm. 15 maja 1925 w Sofii) – bułgarski poeta, malarz i krytyk literacki, przedstawiciel ekspresjonizmu bułgarskiego. Zdaniem Wojciecha Gałązki jedyny przedstawiciel tego kierunku w literaturze swojego kraju.
Oprócz twórczości poetyckiej zajmował się malarstwem (pozostawił szereg autoportretów), krytyką literacką i tłumaczem. Za ogólny cel swojej działalności przyjmował wypracowanie nowego modelu literatury bułgarskiej oraz zaangażowanie w politykę po stronie lewicy. Za pierwszy znaczący jego utwór Gałązka przyjmuje tom Okrutny pierścień, opublikowany w 1920, utrzymany w stylu ekspresjonistycznym z elementami poetyki symbolizmu. Od kierunku tego Milew zdecydowanie odciął się w swoich kolejnych dziełach, wzywając do „barbaryzacji” poezji. Ogłosił upadek kultury zachodnioeuropejskiej, której odnowę miała przynieść właśnie sztuka „prymitywna”, równocześnie zaangażowana po stronie rewolucji i pacyfizmu. Jego program został ukształtowany przez doświadczenie udziału w I wojnie światowej, a następnie kontakty z niemiecką grupą twórców skupionych wokół socjaldemokratycznego pisma Die Aktion. W czasie pobytu w Niemczech w 1920 napisał Kalendarzyk ekspresjonistyczny, cykl wierszy zatytułowanych nazwami kolejnych miesięcy, który poświęcił rewolucji niemieckiej.
Po powrocie Milewa do Bułgarii w jego poezji zaczęły pojawiać się inspiracje sztuką ludową. W 1922 opublikował tom wierszy Śpią ikony, w których dał wyraz swojemu uczuciu samotności w formie naśladującej pieśń ludową. W tym samym roku napisał Panichidę poety P. K. Jaworowa, ponownie stylizując tekst na religijne misterium. W odmiennym tonie utrzymane były wiersze Piekło oraz Dzień gniewu (drugi z nich nie został opublikowany za życia poety). W utworach tych Milew dawał wyraz fascynacji zjawiskiem rewolucji i buntu robotniczego, atakował cywilizację zachodnią.
Zginął w 1925 uduszony przez policję w Sofii razem z innym lewicowym twórcą Christo Jasenowem. Powodem jego aresztowania była publikacja w piśmie Płomień poematu Wrzesień, w którym w ekspresjonistyczny sposób opisywał walkę uczestników powstania wrześniowego i represje, jakim zostali poddani po klęsce. Uwięzienie Milewa było również związane z falą represji działaczy lewicowych po zamachu w cerkwi „Sweta Nedelja”.
Do artystycznego programu Milewa nawiązywało działające w latach 1929–1932 pismo anarchistyczne Nowa sztuka.